# Riña de gatos
Riña de gatos o Los gatos es un cartón para tapiz de Francisco de Goya. Fue elaborado en la quinta serie de cartones para tapices del aragonés, destinada a adornar el comedor de los Príncipes de Asturias en el Palacio del Pardo.
Pasó al Museo del Prado en 1870, pero se conservó en los sótanos de dicha pinacoteca hasta 1986, cuando pasó a engrosar la colección permanente.

## Análisis
Dos gatos pelean en lo alto de un muro de ladrillo. El formato horizontal de la obra permite identificarla como sobrepuerta. Goya analiza la naturaleza del animal, plasmándolos con gran realismo. El pintor repetirá esta temática en sus Caprichos y antes ya lo había realizado en el Cuaderno italiano.
Entre los estudiosos ha habido gran controversia sobre la autoría del cuadro, pues no guarda relación con la serie de cartones que Goya pintó para el Pardo. Tampoco se ven muy claramente los rasgos típicos de la pintura goyesca, quizá debido al larguísimo tiempo en el que el cartón permaneció en un sótano soportando la humedad. 
A pesar de ello, el hecho de que esté protagonizada solo por animales es un gesto impactante. Las posiciones de los gatos permiten determinar un magnífico estudio del natural. La perspectiva es tradicional en los cartones, como en El bebedor.